# Кутискі
Кутискі (пол. Kutyski) — село в Польщі, у гміні Косув-Ляцький Соколовського повіту Мазовецького воєводства.
Населення — 96 осіб (2011).
У 1975-1998 роках село належало до Седлецького воєводства.

## Демографія
Демографічна структура станом на 31 березня 2011 року:
|          | Загалом | Допрацездатний вік | Працездатний вік | Постпрацездатний вік |
| -------- | ------- | ------------------ | ---------------- | -------------------- |
| Чоловіки | 48      | 11                 | 22               | 15                   |
| Жінки    | 48      | 8                  | 18               | 22                   |
| Разом    | 96      | 19                 | 40               | 37                   |